# Tavàstia
Tavàstia (Häme en finès, Tavastland en suec), és una província històrica situada al sud de Finlàndia. Limita amb la Finlàndia Pròpia, Satakunta, Ostrobòtnia, Savonia i Uusimaa.

## Administració
Tavàstia es divideix en les actuals províncies administratives de Finlàndia del Sud i Finlàndia Occidental. L'àrea històrica de Tavàstia és actualment repartida en les regions modernes de Tavàstia Pròpia, Tavàstia del Päijänne, Pirkanmaa i Finlàndia Central.

## Història
L'era prehistòrica de Tavàstia es pot dir que acaba amb la Segona Croada Sueca el 1239 o 1249, quan es va convertir en part de Suècia. La construcció del castell de Hämeenlinna (en suec: Tavastehus) va començar en la dècada de 1260, per ordre de Birger Jarl. Havia de ser el centre dels tres "comtats castell", juntament amb el castell de Turku (en suec: Åbo) a Finlàndia Pròpia i el castell de Vyborg (suec: Viborg) a Carèlia. Després del Tractat de Nöteborg de 1323 el castell va perdre part de la seva importància com a mitjà de defensa contra l'Est, però va esdevenir un centre administratiu.
Quan Finlàndia va ser cedida a l'Imperi Rus el 1809 després de la Guerra de Finlàndia, la província va deixar de ser una part de Suècia. Les províncies no tenen cap funció administrativa, però avui en dia viuen com un llegat històric, tant a Finlàndia com a Suècia.
La província ha estat habitada des de l'Edat de Pedra. Tavàstia del Nord va ser durant molt temps un desert habitat per caçadors-recol·lectors samis i freqüentat també per finlandesos. Només durant la baixa edat mitjana es va introduir l'agricultura fins al nord de la província. Al segle xix, el creixement de la indústria forestal va començar a portar nova riquesa a la zona. Les vies fluvials de Näsijärvi i Vanajavesi proporcionen un fàcil transport de la fusta. Els centres més notables de la indústria del paper eren, i segueixen sent, Mänttä i Valkeakoski. El centre industrial més notable en la històrica Tavàstia, però, és Tampere, on una sèrie de grans fàbriques tèxtils i fàbriques de metall han estat funcionant des de principis del segle xix.